# Violencia étnica en Burundi de 1993

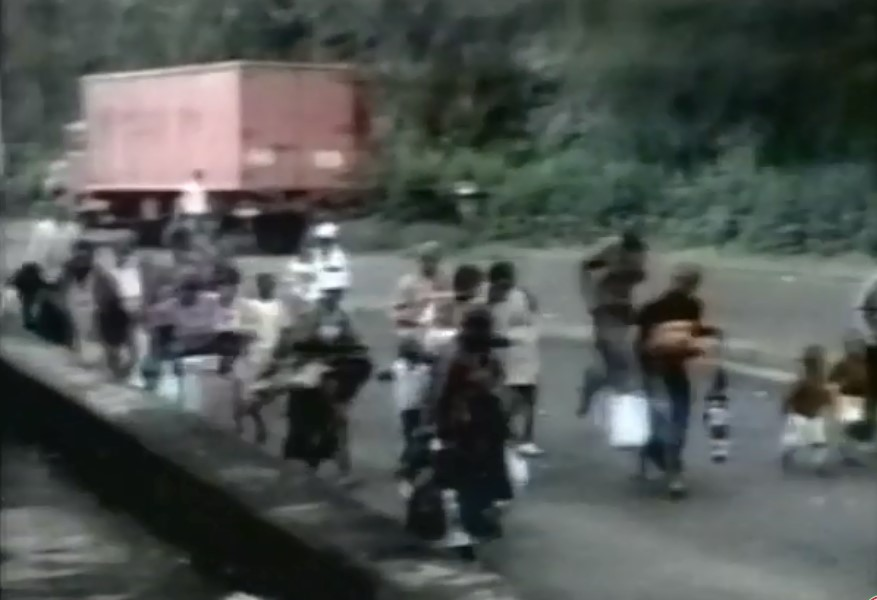
Burundianos huyendo durante la violencia de 1993

Las masacres de tutsis fueron perpetradas por la población mayoritariamente hutu en Burundi entre el 21 de octubre y diciembre de 1993, en medio de un estallido de animosidad étnica y disturbios tras el asesinato del presidente burundiano Melchior Ndadaye en un intento de golpe de Estado. Las masacres tuvieron lugar en todas las provincias, excepto Makamba y Bururi, y fueron perpetradas principalmente por campesinos hutus. En muchos momentos, los tutsis se vengaron y cometieron masacres como respuesta.
El Fondo de Población de las Naciones Unidas y el Gobierno de Burundi realizaron un estudio en 2002 que concluyó que un total de 116.059 personas murieron durante los sucesos. La cuestión de si las matanzas de tutsis fueron consecuencia de un genocidio planificado o de la violencia espontánea sigue siendo objeto de gran controversia entre académicos y burundianos que vivieron los sucesos.

## Antecedentes
Desde mediados de la década de 1960, Burundi estuvo dominado políticamente por la minoría étnica tutsi, en detrimento de la mayoría hutu. La Unión para el Progreso Nacional (UPRONA), partido gobernante desde 1966, estaba compuesta mayoritariamente por tutsis. Los oficiales militares dominaron la presidencia y llegaron al poder mediante golpes de estado. Durante este período hubo casos de represión étnica, particularmente en 1972, cuando el ejército burundiano sofocó una rebelión hutu y luego asesinó a miles de civiles.
En 1987, Pierre Buyoya asumió la presidencia de Burundi tras un golpe de Estado. Inicialmente, ignoró los conflictos étnicos del país y perpetuó el dominio tutsi en la vida pública. En agosto de 1988, estalló la violencia y el ejército masacró a miles de hutus. Ante la considerable presión extranjera, Buyoya inició reformas diseñadas para poner fin a la violencia étnica sistémica de Burundi, mientras que la UPRONA intentaba incorporar a más hutus a sus filas. Una comisión designada por el presidente elaboró una constitución que preveía elecciones democráticas. El documento se aprobó mediante referéndum en marzo de 1992, seguido poco después por la creación de nuevos partidos políticos. Buyoya convocó elecciones libres en 1993 y se presentó como candidato presidencial de la UPRONA. El principal rival de la UPRONA fue el Frente para la Democracia en Burundi (FRODEBU), un partido mayoritariamente vinculado a los hutus. En las elecciones presidenciales del 1 de junio, Buyoya se enfrentó a Melchior Ndadaye, quien contaba con el apoyo del FRODEBU. Ndadaye obtuvo una victoria aplastante, con el 64 % del voto popular. En las elecciones parlamentarias posteriores, celebradas el 29 de junio, el FRODEBU obtuvo el 71,4 % de los votos y el 80 % de los escaños en la Asamblea Nacional. El partido también asumió la mayor parte de la administración local.

## Preludio
En Burundi circularon rumores de que el ejército intentaría intervenir para perturbar la transición. Un complot de un puñado de oficiales descubierto el 3 de julio para apoderarse de la residencia de Ndadaye fracasó debido a la falta de apoyo de otros componentes del ejército, lo que resultó en varios arrestos. Ndadaye juró como presidente el 10 de julio. Formó un gobierno de 23 ministros, entre ellos 13 miembros del FRODEBU y seis de la UPRONA. Nueve de los ministros eran tutsis, entre ellos la primera ministra Sylvie Kinigi, miembro de la UPRONA.
El mandato de Ndadaye fue en gran parte pacífico, pero durante su mandato, Burundi sufrió varias perturbaciones sociales y políticas. Entre ellas, los medios de comunicación —recientemente liberalizados— a menudo utilizaron su libertad para debatir asuntos públicos de forma incendiaria. Miles de refugiados hutus burundianos que habían huido durante la violencia de 1972 comenzaron a regresar en masa y a exigir la recuperación de sus propiedades. Aunque Ndadaye sugirió reasentarlos en terrenos baldíos, muchos funcionarios locales les abrieron paso desalojando a otros de sus hogares. En el ámbito político, el gobierno de Ndadaye reexaminó varios contratos y concesiones económicas del régimen anterior, lo que representó una amenaza para los intereses empresariales de la élite tutsi. Las reformas militares también condujeron a la separación del mando de la gendarmería del ejército, a la sustitución de los jefes de Estado mayor del ejército y de la gendarmería, y a la introducción de nuevos requisitos para el alistamiento en el ejército. El ejército debía iniciar su campaña anual de reclutamiento en noviembre, y algunos soldados tutsis temían que ese proceso se alterara de manera tal que amenazara su dominio de la institución.
En algún momento, un grupo de militares comenzó a planificar un golpe contra el gobierno de Ndadaye. Su identidad exacta sigue siendo objeto de controversia.

## Masacres

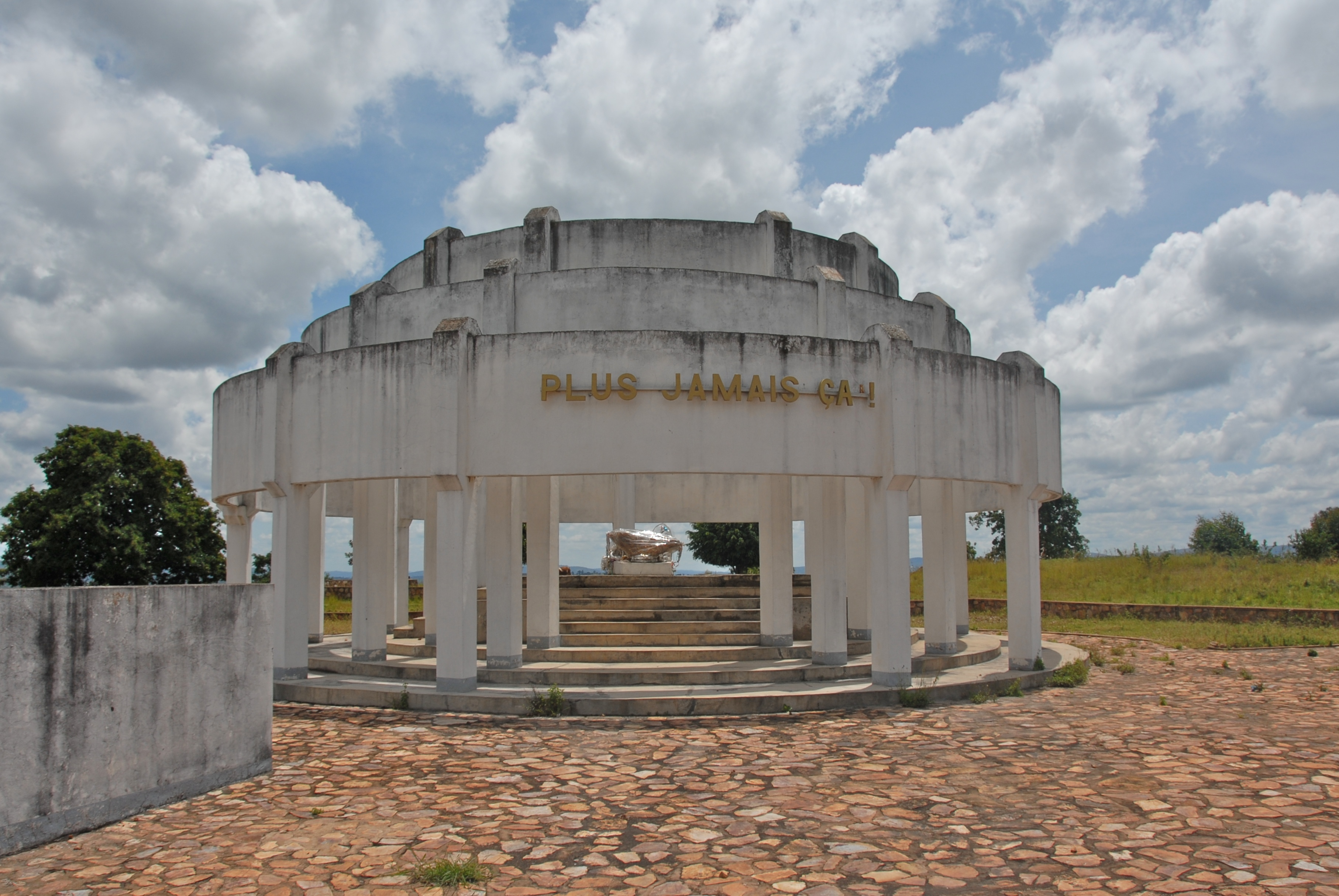
Vista actual del monumento conmemorativo de la escuela Kibimba, que conmemora la masacre de 75 escolares tutsis en octubre de 1993.

Las tensiones alcanzaron su punto máximo el 21 de octubre de 1993, cuando el presidente Ndadaye fue asesinado durante un intento de golpe de Estado y el país cayó en un período de conflicto civil. La Radio Télévision Libre des Mille Collines (RTLM), con sede en Ruanda, informó que se había producido un golpe de Estado y que Ndadaye había sido capturado el 21 de octubre. Esto llevó a jóvenes miembros de FRODEBU a armarse y tomar como rehenes a miembros tutsis y hutus de UPRONA. Cuando RTLM anunció la muerte de Ndadaye ese mismo día, los rehenes fueron ejecutados.
El 22 de octubre, los hutus atacaban a los tutsis en las provincias de Kirundo, Ngozi, Gitega, Muyinga, Ruyigi y Karuzi, y en partes de Kayanza, Muramvya, Rutana y Buyumbura Rural. La violencia fue menos intensa en las provincias de Cibitoke y Bubanza en el noroeste y en la provincia de Cankuzo en el este. Sólo las provincias de Makamba y Bururi evitaron por completo la violencia. Los campesinos hutus estuvieron principalmente involucrados, aunque en algunos casos miembros del FRODEBU en los gobiernos provinciales y comunales participaron en la violencia antitutsi. En Butezi, se informó que un administrador del FRODEBU había dispuesto la quema de más de tres docenas de funcionarios tutsis.
En varios casos los tutsis tomaron represalias. La violencia de represalia fue particularmente aguda en las provincias de Karuzi, Gitega y Ruyigi. El 24 de octubre, en la ciudad de Ruyigi, tutsis asesinaron a 78 funcionarios hutus que buscaban refugio en el complejo de un obispo. El ejército, dominado por los tutsis, también cometió asesinatos en represalia. Una de las pocas excepciones fue la provincia de Karuzi, donde el comandante local, el mayor Martin Nkurikiye, visitó desarmado las aldeas con dos parlamentarios del FRODEBU para intentar convencer a los hutus armados de que se retiraran. El ejército protegió a los tutsis reasentándolos en aldeas fortificadas. El ministro de Salud, Jean Minani, que se encontraba en Ruanda en ese momento, acusó al ejército de cometer genocidio. En noviembre, el Consejo Permanente de la Francofonía condenó los asesinatos.
Las estimaciones iniciales del número de muertos por la violencia étnica oscilaban entre 25.000 y 500.000. Un estudio conjunto realizado por el Fondo de Población de las Naciones Unidas y el gobierno burundiano en 2002 estimó que el número de personas asesinadas entre el 21 de octubre y el 31 de diciembre de 1993 fue de 116.059, con al menos 100.000 muertes ocurridas a finales de octubre. Sigue sin estar claro qué proporción de estas víctimas eran tutsis y qué proporción hutus.

## Consecuencias
En 1997, el gobierno burundiano aprobó una ley que penalizaba el genocidio y los crímenes de lesa humanidad. Ese mismo año, el gobierno acusó a cientos de personas de ser responsables de la matanza de tutsis, y 44 de ellas fueron condenadas a muerte.
En 2014, se creó la Comisión de la Verdad y la Reconciliación (CVR) para investigar los crímenes cometidos durante la violencia étnica desde la independencia en 1962.

## Valoración de la violencia como genocidio
En mayo de 1994, una comisión preliminar de investigación de las Naciones Unidas determinó que las masacres de tutsis no formaban parte de "ningún plan premeditado para el exterminio del grupo étnico tutsi por parte de los hutus". Por el contrario, al año siguiente, la Comisión Internacional de Investigación para Burundi concluyó que las matanzas constituyeron "un esfuerzo por destruir completamente al grupo étnico tutsi. Los tutsis no fueron simplemente asesinados en un estallido de violencia, sino perseguidos sistemáticamente... hay pruebas suficientes para establecer que se cometieron actos de genocidio contra la minoría tutsi en Burundi el 21 de octubre de 1993 y los días siguientes". La comisión señaló que "la evidencia es insuficiente para determinar si estos actos de genocidio fueron planeados u ordenados por líderes de un nivel superior". FRODEBU acusó a la comisión de parcialidad y de capitular ante las demandas de políticos tutsis, figuras religiosas y periodistas de que las pérdidas de su grupo étnico sean etiquetadas como genocidio.
La cuestión de si los asesinatos de tutsis fueron resultado de un genocidio planeado o de una violencia espontánea sigue siendo objeto de gran controversia entre los académicos y los burundianos que vivieron los acontecimientos. Los autores tutsis burundianos sostienen que los asesinatos fueron premeditados. El politólogo Filip Reyntjens escribió en 1995 que "no hay pruebas de que alguna vez existiera un plan genocida, y las acusaciones de que sí existió fueron parte de una estrategia para exonerar al ejército e implicar al FRODEBU". El académico Nigel Watt consideró que la violencia fue un "doble genocidio", el primero perpetrado por los hutus contra los tutsis, y el segundo por el ejército contra los hutus. También escribió que no había evidencia de que se hubieran formulado planes para matar tutsis a escala nacional, pero que "la velocidad de la movilización sugiere que algunas personas temían que pudiera ocurrir un golpe e hicieron preparativos".

## Legado
Los asesinatos han recibido poca cobertura en los medios internacionales y en el ámbito académico. Des Forges escribió que "la falta de respuesta internacional a las matanzas en Burundi condujo al cataclismo en Ruanda". Los tutsis burundianos conceden más importancia a las masacres de 1993 que a las de Ikiza de 1972, que los hutus destacan.  Algunos burundianos perciben ambos acontecimientos como genocidios dignos de ser recordados, pero en general se han formado facciones para reivindicar la precedencia de un acontecimiento sobre el otro y conmemorarlos en consecuencia. Los ideólogos tutsis radicales, aunque subrayan que los acontecimientos de 1993 fueron un genocidio contra los tutsis, a menudo olvidan mencionar los miles de hutus asesinados por el ejército durante el mismo período y la huida de miles más como refugiados a Ruanda. Los académicos tutsis tienden a prestar poca atención al asesinato de Ndadaye en sus historias de la violencia. En cambio, los escritores hutus suelen enfatizar la muerte de Ndadaye y las masacres de hutus perpetradas por el ejército, e ignoran las matanzas de tutsis. El grupo extremista tutsi AC Genocide-Crimoso posteriormente estableció varios monumentos para conmemorar a los tutsis asesinados en 1993. El gobierno de Burundi erigió un monumento en 2010 para conmemorar a las víctimas de toda la violencia postcolonial en el país.

## Obras citadas
- Amnesty International Report 1994. Londres: Amnesty International Publications. 1994. ISBN 978-0-86210-230-2.
- Bentrovato, Denise (2019). «Burundi». The Palgrave Handbook of Conflict and History Education in the Post-Cold War Era. Cham: Palgrave Macmillan. ISBN 9783030057213.
- Bundervoet, Tom (Mayo de 2009). «Livestock, Land and Political Power: The 1993 Killings in Burundi». Journal of Peace Research 46 (3): 357-376. S2CID 58245595. doi:10.1177/0022343309102657.
- Daley, Patricia O. (2008). Gender & Genocide in Burundi : The Search for Spaces of Peace in the Great Lakes Region. African Issues. Bloomington: Indiana University Press. ISBN 978-0-253-35171-5.
- International Commission of Inquiry for Burundi: Final Report (S/1996/682), New York: United Nations International Commission of Inquiry for Burundi, 1996.
- Lemarchand, René (1996). Burundi: Ethnic Conflict and Genocide, Cambridge University Press, ISBN 0-521-56623-1
- Klinghoffer, A. (1998). The International Dimension of Genocide in Rwanda. Springer. ISBN 9780230375062.
- Lemarchand, René (2009). The Dynamics of Violence in Central Africa. University of Pennsylvania Press. ISBN 9780812241204.
- Manirakiza, Désiré (2011). «Les intellectuels burundais face au piège de l'ethnisme». Revue Africaine de Sociologie (en francés) 15 (1): 20-47. JSTOR 24487939.
- Reyntjens, Filip (Diciembre de 1993). «The Proof of the Pudding is in the Eating: The June 1993 Elections in Burundi». The Journal of Modern African Studies 31 (4): 563-583. JSTOR 161291. S2CID 154612240. doi:10.1017/S0022278X00012246.
- Schweiger, Romana (Julio de 2006). «Late Justice For Burundi». The International and Comparative Law Quarterly 55 (3): 653-670. JSTOR 4092644. doi:10.1093/iclq/lei109.
- Sebudandi, Gaëtan; Richard, Pierre-Olivier (1996). Le drame burundais: hantise du pouvoir ou tentation suicidaire (en francés). Karthala Editions. ISBN 9782865376476.
- Turner, Simon (2012). Politics of Innocence: Hutu Identity, Conflict and Camp Life. Berghahn Books. ISBN 9780857456090.
- Uvin, Peter (2013). Life after Violence: A People's Story of Burundi. Zed Books. ISBN 9781848137240.
- Watt, Nigel (2008). Burundi: Biography of a Small African Country. Hurst & Company. ISBN 9781850659174.

- Datos: Q25411703